# Iodură de bariu
- Structura cristalina ortorombica.

- Punct de topire 711 ° C

- Punct de fierbere 2027 ° C

- Formula chimica BaI2
- Principalul risc de toxicitate

Produsul trebuie sigilat într-un loc răcoros și uscat, ferit de lumină.